# Феликс Каниц
Феликс Филип Емануел Каниц (Будимпешта, 2. август 1829 — Беч, 8. јануар 1904) био је аустроугарски путописац, археолог, етнолог и један од највећих познавалаца југоисточне Европе. Био је краљевски угарски саветник и витез аустријског ордена Фрање Јосифа, носилац медаље за науку и уметност, носилац српског Таковског ордена и ордена Светог Саве и почасни члан Краљевске саксонске академије наука.

## Биографија
Рођен је у Будимпешти, као син јеврејског фабриканта, чија се фамилија доселила из Немачке средином 18. века.
Студирао је уметност на Бечком универзитету. Прво се бавио музиком, а онда сликарством и постао добар цртач. Највише је сликао акварелом и тушем. Од 1858. године путовао је по јужнословенским крајевима - Далмацији, Херцеговини, Црној Гори, Србији, Бугарској, Босни и Македонији. Посебно је пажљиво бележио археолошке и географске податке и правио добре илустрације архитектонских остатака, цркава, људи итд. Путујући, постао је етнолог јужних Словена. Европи су његови радови били занимљиви јер су приказивали мало познато подручје, да би касније његов рад интелигентног аматера био превазиђен напретком научне етнологије.

## Дело
После путовања по Србији, Каниц је објавио два дела мањег обима: Римски налази у Србији, објављено у Бечу 1861. и неколико година касније - Српски византијски споменици (Беч, 1864).
Једно од његових најзначајнијих дела и врхунац археолошких истраживања је Римска студија у којој је истакао залагање да се спречи уништавање културног блага.
У Лајпцигу је 1869. године штампано изузетно обимно дело, Историјско-етнографске студије са путовања 1859-1868 у коме је на преко 700 страна, са многобројним илустрацијама, представио Србију, њен народ и историју.
У својим делима описивао је објекте трослојно: прво је описао локацију, затим дао историјски аспект, док је трећи део садржао податке о тренутном стању.
У Србији је најпознатија књига Србија, земља и становништво од римског доба до краја XIX века (том I - III, Лајпциг 1904, 1909, 1919).
Каниц је сарађивао са српским научницима тога доба, Александром Сандићем, Јанком Шафариком, Јованом Гавриловићем и другима, од којих је добијао податке о томе где се могу наћи остаци римске културе и о српским манастирима.

## Дела

### Монографије
- 1861: Die römischen Funde in Serbien. k.k. Hof- und Staatsdruckerei, Wien (Google)
- 1862: Serbiens byzantinische Monumente. k.k. Hof- und Staatsdruckerei, Wien (ETH Zürich)
- 1864: Über alt- und neuserbische Kirchenbaukunst. Ein Beitrag zur Kunstgeschichte. Wien: k.k. Hof- und Staatsdruckerei (Google)
- 1868: Reise in Süd-Serbien und Nord-Bulgarien. Ausgeführt im Jahre 1864. Wien: kaiserlich-königliche Hof- und Staatsdruckerei (Google)
- 1868: Serbien. Historisch-ethnographische Reisestudien aus den Jahren 1859–1868. Leipzig: Hermann Fries (Google)
- 1870: Katechismus der Ornamentik oder Leitfaden über die Geschichte, Entwickelung und die charakteristischen Formen der bedeutendsten Ornamentstyle aller Zeiten. Leipzig: J.J. Weber
  - druhé upravené vydání Auflage 1877 udT Katechismus der Ornamentik oder Leitfaden über die Geschichte, Entwickelung und die charakteristischen Formen der bedeutendsten Verzierungsstyle aller Zeiten. (Google)
  - čtvrté vydání 1891
- 1875–1879: Donau-Bulgarien und der Balkan. 3 svazky. Leipzig: Hermann Fries
  - Band I: Historisch-geographisch-ethnographische Reisestudien aus den Jahren 1860–1875 (1875) (Google), (MDZ)
  - Band II: Historisch-geographisch-ethnographische Reisestudien aus den Jahren 1860–1876 (1877) (https://books.google.de/books?id=LjbZCVE91M0C Google])
  - Band III: Historisch-geographisch-ethnographische Reisestudien aus den Jahren 1860–1878 (1879), (Internet Archive), (MDZ)
    - 1879–1880: Donau-Bulgarien und der Balkan. Historisch-geographisch-ethnographische Reisestudien aus den Jahren 1860–1879; druhé přepracované vydání. 3 svazky. Hermann Fries, Leipzig (Band I/II: 1879, Band III: 1880)
    - 1882: Donau-Bulgarien und der Balkan. Historisch-geographisch-ethnographische Reisestudien aus den Jahren 1860–1879; druhé přepracované vydání. 3 svazky. Renger, Leipzig (Band I/II Internet Archive), (Band III Internet Archive) dotisk druhého vydání, Leipzig.[p 1]
    - francouzské vydání v jednom svazku 1882: La Bulgarie Danubienne et le Balkan. Études de voyage (1860–1880). Hachette et Cie., Paris (Internet Archive)
- 1892: Römische Studien in Serbien: Der Donau-Grenzwall, das Strassennetz, die Städte, Castelle, Denkmale, Thermen und Bergwerke zur Römerzeit im Königreiche Serbien. F. Tempsky, Wien
- 1904–1914 (posmrtně): Das Königreich Serbien und das Serbenvolk von der Römerzeit bis zur Gegenwart. 3 svazky. Leipzig: Bernhard Meyer
  - Band I (1904): Land und Bevölkerung (Internet Archive)
  - Band II (sebráno a doplněno Bogoljubem Jovanovićem, 1909): Land und Bevölkerung (Internet Archive)
  - Band III (sebráno a doplněno Bogoljubem Jovanovićem, 1914): Staat und Gesellschaft (Internet Archive)

### Есеји
- 1862: Von Belgrad nach Salonik. In: Illustrirte Zeitung (Leipzig), 38, Nr. 973 (22. Februar 1862), S. 122.
- 1865: Ein Tag in türkischer Gefangenschaft. Reiseskizze. In: Slavische Blätter, Illustrirte Zeitschrift für die Gesammtinteressen des Slaventhums 1, Fasz. 4 (1865), S. 185–194.
- 1872: Das Völker-Kaleidoskop am Lomflusse in Westbulgarien. In: Globus. Illustrirte Zeitschrift für Länder- und Völkerkunde 21, Nr. 3 (Januar 1872), S. 41 f.
- 1873: Reise im bulgarischen Donau-, Timok- und Sveti Nikola-Balkan-Gebiet. In: Mittheilungen der k.k. geographischen Gesellschaft in Wien 1872, Band 15 (Neue Serie 5) (1873), S. 61–72, 105–112.
- 1873: Reiseskizzen aus Bulgarien. In: Illustrirte Zeitung 60, Nr. 1549 (8. März 1873), S. 172–174.
- 1876: Mythe und Wirklichkeit auf dem höchsten Balkanpasse. In: Neue Freie Presse (Wien), Nr. 4087 Morgenausgabe (12. Januar 1876), S. 1 f.
- 1876: Die Messe zu Eski-Džumaja. In: Oesterreichische Monatsschrift für den Orient 2, Nr. 3 (März 1876), S. 33 f.
- 1877: Der Balkanpass von Elena. In: Mittheilungen der kais. und kön. geographischen Gesellschaft in Wien 20 (Neue Serie 10) (1877), S. 537–543.
- 1880: Geistige und materielle Verhältnisse zu Sofia. In: Oesterreichische Monatsschrift für den Orient 6, Nr. 3 (März 1880), S. 41–46.
- 1880: Der Pontushafen Varna im Mai 1880. In: Oesterreichische Monatsschrift für den Orient 6, Nr. 6 (Juni 1880), S. 93–98.

### Друга дела
- 1861: Die römischen Funde in Serbien (The Roman Finds in Serbia). Vienna.
- 1862: Serbiens byzantinische Monumente (The Byzantine Monuments of Serbia). Vienna.
- 1863: Beiträge zur Kartographie des Fürstenthums Serbien, gesammelt auf seinen Reisen in denJahren 1859-61. Wien.
- 1868: Reise in Südserbien und Nordbulgarien (A Journey to South Serbia and North Bulgaria). Vienna.
- 1868: Serbien — historisch-ethnographische Reisestudien (Serbia — Ethnographic and Historical Travel Studies). Leipzig.
- 1868: Reise in Südserbien und Nordbulgarien.
- 1877: Katechismus der Ornamentik (Catechism of the Decoration). Leipzig.
- 1882: Donau-Bulgarien und der Balkan (Danubian Bulgaria and the Balkans). Three volumes. Leipzig.
- 1889: Die prähistorischen Funde in Serbien bis 1889. Aeltere und neuere Grabdenkmalformen im Königreich Serbien.
- 1892: Römische Studien in Serbien. Der Donau-Grenzwall, das Strassennetz, die Städte, Castelle, Denkmale, Thermen und Bergwerke zur Römerzeit im Königr. Serbien.
- 1892: Römische Studien in Serbien (Roman Studies in Serbia). Vienna.
- 1904: Das Königreich Serbien und das Serbenvolk von der Römerzeit bis zur Gegenwart (The Kingdom of Serbia and the Serbian People from Roman Times until the Present). First volume. Leipzig.

## Галерија
Цртежи Феликса Каница
- Рушевине средњовековног Жрнова
- Жрнов на Авали
- Батал џамија у Београду
- Фабрика у Сливену (Бугарска)
- Конак кнеза Милоша у Топчидеру
- Конак кнеза Милоша у Горњој Црнући